# Aleksandre Kiladze
Aleksandre Ivanovitsj Kiladze (Georgisch: ალექსანდრე ივანის ძე კილაძე; Russisch: Александр Иванович Киладзе) (Tbilisi, 29 april 1929 – 22 februari 1999) was een basketbalspeler en coach, die speelde voor verschillende teams in de Sovjet-Unie.

## Carrière
Kiladze begon zijn carrière bij Dinamo Tbilisi in 1949. Na één seizoen stapte hij over naar DO Tbilisi. Na één jaar keerde hij terug bij Dinamo. Met Dinamo won hij in 1953 en 1954 het Landskampioenschap van de Sovjet-Unie. Hij werd tweede in 1960 en 1961. In 1952 werden ze derde. In Europa won Kiladze de grootste prijs in 1962. Met Dinamo won hij de FIBA European Champions Cup door in de finale te winnen van Real Madrid uit Spanje met 90-83. In 1959 werd hij tweede om het Landskampioenschap van de Sovjet-Unie met de Georgische SSR. Met de Georgische SSR werd hij in 1951 Bekerwinnaar van de Sovjet-Unie. In 1964 stopte Kiladze met basketbal.
Van 1964 tot 1966 en van 1969 tot 1970 was Kiladze coach van Dinamo Tbilisi en van 1967 tot 1968 coach van het jeugd team van Dinamo. In 1969 verloor hij als coach de finale om de European Cup Winners' Cup van Slavia VŠ Praag uit Tsjecho-Slowakije met 74-80. Kiladze overleed in februari 1999 op 69-jarige leeftijd.

## Erelijst
- Landskampioen Sovjet-Unie: 2
  - Winnaar: 1953, 1954
  - Tweede: 1959, 1960, 1961
  - Derde: 1952
- Bekerwinnaar Sovjet-Unie: 1
  - Winnaar: 1951
- FIBA European Champions Cup: 1
  - Winnaar: 1962
- European Cup Winners' Cup:
  - Runner-up: 1969 (coach)